# 네이버 웹툰
네이버 웹툰(영어: Naver Webtoon)은 대한민국의 포털 사이트 네이버에서 운영하고 있는 웹툰 서비스이다.
2004년 6월 23일부터 서비스 기획에 들어가 2005년 12월 자체 연재작품을 선보이기 시작하였다. 2014년 '라인 웹툰'이라는 이름으로 미국 시장에 진출한 것을 시작하여, 글로벌 웹툰 시장의 개척 기업으로 성장하였다.

## 역사

### 출판만화 열람 서비스
네이버가 만화 열람 서비스를 처음 개시한 것은 2000년 10월로, 오프라인으로 출판된 단행본 만화의 스캔본과 아마추어 작품들을 감상할 수 있는 서비스로 소개되었다. 2002년 1월 14일에는 유료화 체제 전환과 함께 정식 서비스를 개시하였으며, 전자화폐로 '코인'을 사용해 작품을 결제 후 열람할 수 있도록 하였다.
당시 네이버를 운영하던 NHN은 네이버 만화와 한게임의 '한씨네'를 병행 서비스하고 있었으며, 전용 뷰어를 개발하여 유저에게 만화 콘텐츠를 제공하고 있었다. NHN의 만화 서비스는 확대를 거듭해, 2003년 11월 기준 2000여 작품 15,000여권의 만화를 제공중인 것으로 집계됐다. 네이버 만화 서비스는 만화 유료 열람 서비스라는 점에 착안하여 온라인 만화방을 표방하였으며, 2003년 말부터 2004년 10월까지 과금액이 10만원이 넘는 고객에게는 라면 1박스를 집으로 배송해주는 '라면 이벤트'를 진행하기도 했다.
하술할 온라인 전용 만화 서비스 개시 이후에도 네이버 만화는 한동안 오프라인 만화 열람 서비스에 집중하였는데, 2005년 6월 시점에는 서비스 작품이 총 50,000여권을 돌파하였으며, 포털 가운데 유일하게 신간 출판만화 소개 코너를 유지하고 있었다.

### 온라인 만화 서비스
네이버가 출판만화의 스캔본이 아닌 오늘날의 온라인 전용 만화, 즉 웹툰 서비스를 고려하게 된 것은 2004년 중순부터였으며, '네이버 만화'의 한 코너로서 기획되었다. 현재 네이버 웹툰은 이 사실에 착안하여 서비스의 시작일을 2004년 6월 23일로 밝히고 있다. 이 시기 네이버에서는 만화 서비스는 전담팀이 없을 정도로 내부에서도 별다른 관심을 두지 않고 있었는데, 프로그래머 신입사원이었던 김준구가 웹툰 서비스의 유일한 서비스 담당자로 자원했던 것으로 전해진다. 김준구는 평소 집에 사둔 만화책만 8,000권을 넘긴 만화광으로서 사내에서도 유명했다.
서비스 개시 시점에서는 기존 출판만화 서비스와 다를 바 없었으나, 이후 온라인에 최적화된 만화 연재 서비스를 구축하고 자체 연재작을 기획하기 시작하였다. 포털 사이트의 웹툰 서비스로 유명했던 파란에서는 양영순 작가의 《천일야화》를 필두로 한 판타지 장르, 다음에서는 강풀의 《순정만화》를 필두로 한 드라마 장르가 인기를 얻고 있었으며 이들 모두 기성작가의 연재작에 해당되었는데, 네이버 웹툰은 이들과의 차별화를 위해 개그 장르의 신예작가를 발굴하는 쪽으로 전략을 잡았다. 2005년 12월 네이버 웹툰에서 처음으로 연재를 개시한 웹툰은 총 3작품으로, 워니·심윤수의 《골방환상곡》, 김진태의 《바나나걸》, 전세훈의 《사랑in》이었다.
2006년 1월 26일에는 누구나 만화와 일러스트를 올릴 수 있는 '도전만화가' (이후 '도전만화') 코너를 신설하였다. 도전만화 코너를 신설한 이유는 당시 침체기에 접어들던 한국 만화 시장에서 확보할 수 있는 작품이 부족하였기에, 아이디어와 실력이 있는 지망생이라면 누구나 정식 연재를 할 수 있게 만든 제도였다. 도전만화와 함께 사용자들이 콘텐츠 연재 일정을 예측하고, 정기적인 방문 패턴을 이끌어낼 수 있는 요일제를 도입하였는데 이는 당시 웹툰 업계에서 최초로 고안한 것이었다.
2006년 7월에는 도전만화에서 연재되어 팬들로부터 인기를 얻던 조석 작가의 개그 웹툰 《마음의소리》를 정식 연재만화로 승격시켰다. 《마음의 소리》는 2020년 7월까지 14년간 총 1229화가 연재되어, 완결 당시 최장기간 동안 연재된 작품으로 기록되었으며, 누적 조회수 70억회를 기록하며 네이버웹툰의 성장에 기여했다.

### 분사와 해외 진출
2014년 '라인 웹툰'이라는 이름으로 미국 시장에 진출, 글로벌 서비스를 시작하였다. 2016년부터는 '라인망가'라는 이름으로 일본 만화 시장에 진출하였다.

## 연재 중인 웹툰

### 월요일
- 최후의 금빛아이
- 수영만화일기
- 이제야 연애
- 왕따협상
- 윈드브레이커
- 참교육
- 장씨세가 호위무사
- 소녀의 세계
- 팔이피플
- 앵무살수
- 요리GO
- 기사님을 지켜줘
- 싸이코 리벤지
- 원하는 건 너 하나
- 잔불의 기사
- 히어로메이커
- 입술이 예쁜 남자
- 미니어처 생활백서
- 사막에 핀 달
- 라서드
- 뷰티풀 군바리
- 트리거
- 중독연구소
- 야생천사 보호구역
- 물어보는 사이
- 칼가는 소녀
- 리턴 투 플레이어
- 하루의 하루
- 순정말고 순종
- 결혼생활 그림일기
- 꼬리잡기
- 모스크바의 여명
- 또다시, 계약부부
- 백호랑
- 오로지 오로라
- 헬로맨스
- 백수세끼
- 홍천기
- 똑 닮은 딸
- 바퀴
- 말박왕
- 영앤리치가 아니야!
- 꿈의 기업
- 오빠집이 비어서
- 더블클릭
- 달로 만든 아이
- 신군
- 퀘스트지상주의
- 쇼미더럭키짱!
- 악녀 18세 공략기
- 제왕: 빛과 그림자
- 찌질하지만 로맨스는 하고싶어
- 매지컬 급식
- 결혼공략
- 슈퍼스타 천대리
- 역주행!
- 파견체
- 남주서치
- 결백한 사랑은 없다
- 아마도
- 꿈의 기업
- 파운더
- 이제야 연애
- 히어로메이커
- 유미의 작가 수칙
- 이별 후 사내 결혼
- 북부 공작님을 유혹하겠습니다
- 오늘의 비너스

### 화요일
- 하루만 네가 되고 싶어
- 급식러너
- 하우스키퍼
- 한림체육관
- 제로게임
- 랜덤채팅의 그녀!
- 사신소년
- 용왕님의 셰프가 되었습니다
- 열정호구
- 신의 언어
- 집이 없어
- 저세상 클라스!
- 은주의 방 (2부~3부)
- 중증외상센터 : 골든아워
- 원주민 공포만화
- 자판귀
- 플레이, 플리
- 호랑이 들어와요
- 엽총 소년
- 피로만땅
- 안식의 밤
- 삼국지톡
- 나의 플랏메이트
- 언메이크
- 기계증식증
- 빌런투킬
- 교환학생
- 니나의 마법서랍
- 연우의 순정
- 오파츠
- 기밀입니다
- 그녀석 정복기
- 연애는 전쟁!
- 풋내기들
- 고등매직
- 지원이들
- 대신 심부름을 해다오
- 열녀박씨 계약결혼뎐
- 나는 어디에나 있다
- 인문학적 감수성
- 하나in세인
- 찐:종합게임동아리
- 아이레
- 아이즈
- 여우자매
- 3cm 헌터
- 나타나주세요!
- 빅맨
- 덴큐
- 용사가 돌아왔다
- 신도림
- 천마는 평범하게 살 수 없다
- 몬스터
- 위아더좀비
- 헬58
- 윌유메리미
- 내가 키운 S급들
- 올가미
- 쇼미더럭키짱
- 1을 줄게
- 짝사랑의 마침표
- 대학원 탈출일기
- 김부장
- 대공님, 실수였어요!
- 애옹식당
- 제로게임
- 웅크
- 저 그런 인재 아닙니다
- 필리아 로제
- 그냥 선생님
- 마루는 강쥐

### 수요일
- 먹는 인생
- 급식아빠
- 먹는 인생
- 갓물주
- 일렉시드
- 방탈출
- 미래의 골동품가게
- 모죠의 일지
- 이츠 마인
- 언덕 위의 제임스
- 범이올시다!
- 나의 우주
- 전지적 독자 시점
- 얼굴천재
- 개판 오분전
- 천도
- 마녀와 용의 신혼일기
- 속보입니다!
- 튜토리얼 탑의 고인물
- 최강전설 강해효
- 하렘의 남자들
- 기억흔적
- 칼부림
- 마른가지의 바람처럼
- 화산귀환
- 구주
- 판타지 여동생!
- 격기3반
- 세상은 돈과 권력
- 수요웹툰의 나강림
- 관종교장
- 괴물공작의 딸
- 사랑과 평강의 온달!
- 화가 살리에르
- 수호하는 너에게
- 뱀은 꽃을 먹는가
- 조조코믹스
- 재난소년
- 쇼미더럭키짱
- 헤어지면 죽음
- 무용과 남학생
- 비지니스 여친
- 헬퍼 2 :킬베로스
- 쓰레기는 쓰레기통에!
- 66666년 만에 환생하였다
- 나쁜사람
- 고삼무쌍
- 여고생 드래곤
- 내가 죽기로 결심한 것은
- 베스트 프렌드
- 사상최강
- 가족동맹
- 주부 육성중
- 반귀
- 만행
- 이도나이
- 그녀의 육하원칙
- 인과관계
- 구사일생 로맨스
- 로어 올림푸스
- 재생존경쟁
- 웰컴 온보드
- 블랙홀과 3만원
- 물고기로 살아남기
- 이별학
- 두 번 사는 프로듀서
- 그림자의 밤
- 더 퀸즈
- 메모리얼
- 멸종위기종인간
- 혁명 뒤 공주는
- 낙원의 이론
- 잿빛도 색이다
- 우리 은하
- 아이돌의 비밀 스터디
- 반짝반짝 작은 눈
- 나의 계절
- 하지만 너는 2D잖아
- 신의 시간
- 프노듀스 온리원
- 오직,밝은 미래
- 해귀
- 필생기
- 이매망량
- 클로닝
- 선배는 나빠요!
- 베이비 폭군
- 닥터앤닥터 병원일기
- 밀행

### 목요일
- 트롤트랩
- 온실 속 화초
- 나노마신
- 온새미로
- 영광의 해일로
- 내가 사랑한 물고기
- 더 복서
- 어쩔꼰대
- 소녀180
- 하드캐리
- 당신의 과녁
- 별을 삼킨 너에게
- 독립일기
- 만물의 영장
- 꽃만 키우는데 너무 강함
- 네가 죽기를 바랄 때가 있다.
- 럭키언럭키
- 노답소녀
- 헬프미
- 킬더킹
- 정글쥬스
- 최강전설강해효
- 학생만 하면 안될까요?
- 흑막여주가 날 새엄마로 만들려고 해
- 시에라
- 마왕까지 한 걸음
- 사랑을 위한 약속
- 만능잡케
- 현실퀘스트
- 나 혼자 네크로맨서
- 모어라이프
- 쇼미더럭키짱
- 완벽한 결혼의 정석
- 루커피쳐
- 순정 빌런
- 뮤즈 온 유명
- 버려진 나의 최애를 위하여
- 환상연가

### 금요일
킬디스럽!
- 개를 낳았다
- 감자마을
- 골든 체인지
- 재혼 황후
- 외모지상주의
- 갓 오브 하이스쿨
- 헬로도사
- 후덜덜덜 남극전자
- 너의 미소가 함정
- 이게 아닌데
- 닥터 프로스트
- 세기말 풋사과 보습학원
- 1초
- 히트포인트
- 버그: 스티그마
- 몽홀
- 데드퀸
- 삼국지톡
- 빨리감기
- 그 기사가 레이디로 사는법
- 구독금지
- 죽지 않으려면
- 네버엔딩달링
- 빨간맛 로맨스
- 여우놀이
- 나 혼자 만렙 뉴비
- 광마회귀
- 그들이 사귀는 세상
- 서울역 드루이드
- 블랙 위도우
- 더 게이머
- 아찔한 전남편
- A.I 닥터
- 플레이어
- 식인귀
- 히어로 킬러
- 엽사:요괴사냥꾼
- 꽃 피우는 남자
- 거래
- 가슴털 로망스
- 킬러방:퍼스트 킬
- 환상의 용
- 사람의 조각
- 썸내일
- 인피니티
- 악몽일기
- 팬시X팬시
- 찬란하지 않아도 괜찮아
- 태권보이
- 역대급 영지 설계사
- 합법해적 파르페
- 도깨비 고개
- 백년게임
- 행운을 빌어요,용사님!
- 다름이 아니라
- 강림전기 개정기
- 나 혼자 만렙 뉴비
- 상위1%
- 쇼미더럭키짱
- 빨간맛 로맨스
- 그렇고 그런 바람에
- 로또 황녀님
- 언니, 이번 생은 내가 왕비야
- 폭군님은 착하게 살고 싶어

### 토요일
- 아사
- 호랑이형님
- 욕망 일기
- 힙한 남자
- 프리드로우
- 어글리후드
- 두번째 생일
- 고인의 명복
- 모죠의 일지
- 취사병 전설이 되다
- 스터디그룹
- 홍시는 날 좋아해!
- 누군가의 로섬
- 나를 바꿔줘
- 안녕, 이바다씨
- 아침을 지나 밤으로
- 저무는 해, 시린 눈
- 광해의 연인
- 도사 가온
- 팔려 온 신부
- 초인의 시대
- 후아유!
- 오늘부터 천생연분
- 웰캄투실버라이프
- 군주
- 친구의 비밀계정
- 좀비파이트
- 어른의 계절
- 먹지마세요
- 인간졸업
- 도사 가온
- 왕세자 입학도
- 키스 식스 센스
- 조조코믹스
- 반드시 해피엔딩
- 감 비서가 고장났다
- 아홉수 우리들
- 먹는 인생
- 니나의 마법서랍
- 최면학교
- 윌유메리미
- 좋은데 어떡해
- 모두 너였다
- 탑코너
- 메트로헌터
- 같은 학교 친구
- 내게 필요한 NO맨스
- 중매쟁이 아가 황녀님
- 태백:튜토리얼 맨
- 더 나우
- 공유몽
- 지옥급식
- 율리
- 나이트런
- 주욱같은 하루
- 왕년엔 용사님
- 동네몬스터
- 아가사
- 은둔코인
- 먹이
- 압락사스
- 지구식 구원자 전형
- 함부로 대해줘
- 2-3승강장
- 존잘주의
- 엑스애쉬
- 최강부캐
- 묘령의 황자
- 소공녀 민트
- 봐선 안되는것
- 소년검사
- 일상이 무너졌다
- 전생연분
- 홍대바이브
- 나태 공자, 노력 천재되다
- 물위의 우리
- 탑코너
- 마법사가 죽음을 맞이하는 방법
- 좋아해 아니 싫어해
- 사서고생!
- 망나니 소교주로 환생했다
- 보듬보듬
- 숨겨진 성녀
- 배달의 신
- 은탄
- 밤을 깨우는 마법
- 메트로 헌터
- 적월의 나라
- 인간졸업
- 스트릿 위크아웃
- 용사참수인
- 신림/남/22
- 여고생 드래곤
- 실버쥬얼
- 남편을 만렙으로 키우려 합니다
- 7FATES:CHAKHO
- 스퍼맨:전하지 못한 이야기
- 세레나

### 일요일
- 신이 담긴 아이
- 싸움독학
- 나만보여
- 열렙전사
- 약한영웅
- 내일
- 오로지 너를 이기고 싶어
- 인싸라이프
- 별이삼샵
- 호러전파상
- 소녀재판
- 우리들은 푸르다
- 테러대부활
- 행성인간
- 독립일기
- 학교정벌
- 평행도시
- 데빌샷
- 위험한 신입사원
- 입학용병
- 어느날 갑자기 서울은
- 혀로 만난 사이
- 짝사랑의 유서
- 사실 마법이었던 거임
- 제타
- 푸른불꽃
- 데이즈
- 샤인 스타
- 취향 소개소
- 아르세니아의 마법사
- 거래하실래요?
- 전설의 화석
- 황제에게 하트를 심어주세요
- 오늘 밤만 재워줘
- 조선여우스캔들
- 라커,오프너
- 굿 리스너
- 독신마법사 기숙아파트
- 생존로그
- 가짜인간
- 소녀 해미
- 경자 전성시대
- 천지전능
- 마법스크롤 상인 지오
- 판사 이한영
- 벚꽃이 흩날릴 무렵
- 불순물
- 로어 올림푸스
- 예쁜 사나이
- 투신전생기
- 천하제일인
- 생존고백
- 구해줘,호구!
- 여우애담
- 돌&아이
- 장미같은 소리
- 그 해 우리는-초여름이 좋아!
- 보통아이
- 무서운게 딱좋아!
- 몸이 바뀌는 사정
- 나의 작은 서점
- 합격시켜주세용
- 장풍전
- 당신의 여자가 되고 싶어요
- 철수와 영희 이야기
- 보스의 노골적 취향
- 마루한-구현동화전
- 위닝샷!
- 블러드 리벤저
- 소사이코티
- DARK MOON:달의 제단
- 랑데뷰
- 보통아이
- 패션쇼
- 시월드가 내게 집착한다
- 존망코인
- 수희0(tngmlek0)
- 일타강사 백사부
- 천하 제일인
- 위험한 남편을 길들이는 법
- 밤마다 남편이 바뀐다

### 해설
1. ↑  그 예로 이 시기 네이버 만화의 도메인은 http://comicmall.naver.com/ 보관됨 2008-09-11 - 웨이백 머신을 사용하였으며, 공지나 안내 버튼에 '만화방'이라는 표현을 널리 사용하였다.

## 같이 보기
- 네이버 최강자전
- 네이버 웹툰 목록
- 네이버
- 라인 망가